# SpaceX CRS-18

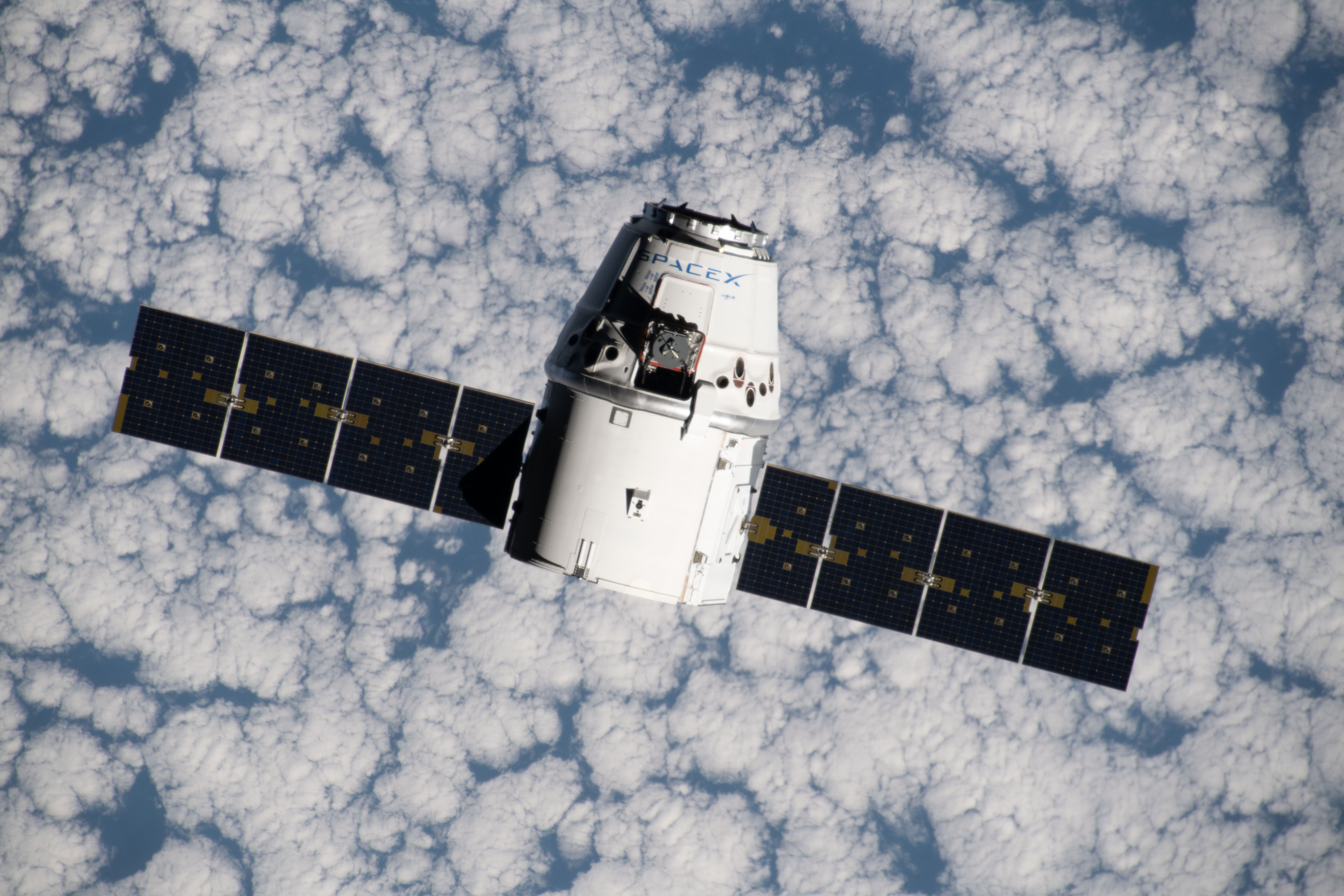
SpaceX CRS-18

SpaceX CRS-18 – osiemnasta misja zaopatrzeniowa  statku Dragon firmy SpaceX do Międzynarodowej Stacji Kosmicznej w ramach programu Commercial Resupply Services organizowanego przez NASA. Start odbył się 26 lipca 2019 roku o godzinie 00:01 czasu polskiego. Statek został przechwycony przez ramię Canadarm2 i 27 lipca o 16:01 UTC został zadokowany do stacji ISS.